# Project Euler
Project Euler (conosciuto anche in Italia come Progetto Eulero) è un sito dedicato a una serie di problemi matematici da risolvere realizzando dei programmi per computer. Il progetto ha coinvolto adulti e studenti interessati alla matematica e alla programmazione e include molteplici problemi di varia difficoltà, ognuno di essi risolvibile in meno di un minuto utilizzando un algoritmo efficiente su un computer di media potenza.
Vengono inoltre proposti nuovi problemi periodicamente sin dalla creazione del progetto, avvenuta nel 2001. Col sito, è stato creato anche un forum dedicato dove l'utente può discutere degli esercizi una volta risolti, infatti è permesso accedere al thread soltanto dopo aver risolto l'esercizio corrispondente. Oltre alla pagina dedicata del forum, una volta risolto un dato problema è a volte disponibile anche una soluzione proposta dai creatori del sito con una o più varianti che riassumono le versioni più efficienti che si potevano trovare per risolvere l'esercizio.
Il sito consta di 822 problemi in data 24 dicembre 2022.

## Esempio di un problema e la sua risoluzione
Il primo problema del Project Euler è:
If we list all the natural numbers below 10 that are multiples of 3 or 5, we get 3, 5, 6 and 9. The sum of these multiples is 23.
Find the sum of all the multiples of 3 or 5 below 1000.

Testo che tradotto in italiano, significa:
 Se elenchiamo tutti i numeri naturali fino al 10 che sono multipli di 3 o di 5, otteniamo 3, 5, 6 e 9. La somma di tutti i multipli è 23.
Trova la somma di tutti i multipli di 3 o di 5 sotto 1000.

Anche se questo problema è particolarmente semplice rispetto agli altri, esso illustra comunque la potenziale differenza di efficienza resa da un algoritmo efficiente. L'algoritmo brute-force esamina ogni numero naturale inferiore a 1000 e tiene una variabile che contiene la somma dei numeri che corrispondono al criterio dato. Il metodo è semplice da implementare, com'è mostrato dagli esempi che seguono nei diversi linguaggi di programmazione:
Pseudocodice:
```
Set TOTAL to 0;
for every number NUM from 1 to 1000 do
  if NUM mod 3 = 0 OR if NUM mod 5 = 0 then
    add NUM to TOTAL;
OUTPUT total

```

Python:
```
print
 
sum
(
x
 
for
 
x
 
in
 
xrange
(
1
,
 
1000
)
 
if
 
x
%
3
==
0
 
or
 
x
%
5
==
0
)

```

C++:
```
#include
 
<iostream>

using
 
namespace
 
std
;

int
 
main
(
 
)
 
{

  
int
 
sum
 
=
 
0
;

  
for
 
(
int
 
i
 
=
 
0
;
 
i
 
<
 
1000
;
 
i
++
)

    
if
 
(
 
i
 
%
 
3
 
==
 
0
 
||
 
i
 
%
 
5
 
==
 
0
 
)

      
sum
 
+=
 
i
;

  
cout
 
<<
 
sum
 
<<
 
endl
;

  
return
 
0
;

}

```

Per i problemi più complicati, diventa importante trovare un algoritmo efficiente. Per questo problema, possiamo ridurre di molto i calcoli utilizzando il principio di inclusione-esclusione e una sommatoria.
{\displaystyle sum(n)=\sum _{i=1}^{\left\lfloor {\frac {n}{3}}\right\rfloor }3i+\sum _{i=1}^{\left\lfloor {\frac {n}{5}}\right\rfloor }5i-\sum _{i=1}^{\left\lfloor {\frac {n}{15}}\right\rfloor }15i}
{\displaystyle \sum _{i=1}^{n}ki=k{\frac {(n)(n+1)}{2}}}
Implementazione in python:
```
def
 
sum1toN
(
n
):

   
return
 
n
 
*
 
(
n
 
+
 
1
)
 
/
 
2

def
 
sumMultiples
(
limit
,
 
a
):

   
return
 
sum1toN
((
limit
 
-
 
1
)
 
/
 
a
)
 
*
 
a

sumMultiples
(
1000
,
 
3
)
 
+
 
sumMultiples
(
1000
,
 
5
)
 
-
 
sumMultiples
(
1000
,
 
15
)

```

Nella notazione O-grande, l'algoritmo a forza bruta è O(n) e l'algoritmo efficiente è O(1) (assumendo costante il tempo per le operazioni aritmetiche).